# Shōjo Friend
Shōjo Friend (少女フレンド, Shōjo furendo) est un magazine de prépublication de manga hebdomadaire publié par Kōdansha entre décembre 1962 et septembre 1996 qui succède au Shōjo Club. Il s'agit du premier magazine shōjo — dédié aux adolescentes — publié à un rythme hebdomadaire, mais il est quelques mois plus tard concurrencé sur ce secteur par l'apparition du Margaret de Shūeisha. Son magazine supplément, le Bessatsu Friend, est créé en 1965.
Le magazine publie des séries populaires comme Marc et Marie (はいからさんが通る, Haikara-san ga tōru) de Waki Yamato et est connu pour avoir initié le genre du manga d'horreur dans le shōjo avec la Femme-serpent de Kazuo Umezu.
Shōjo Friend devient par la suite une publication bimensuelle en 1974 puis mensuelle en 1991 avant son arrêt de publication en 1996 ; il est remplacé par le Dessert.